# Rančice
Rančice jsou malá vesnice, část obce Kamenný Újezd v okrese České Budějovice v Jihočeském kraji. Nachází se asi 2,5 kilometru západně od Kamenného Újezdu. Rančice leží v katastrálním území Kamenný Újezd o výměře 18,16 km².

## Historie
První písemná zmínka o vesnici pochází z roku 1375.
Východně od vesnice stojí výklenková kaplička, další je umístěna u Třebonínského potoka při cestě na Opalice. V centru obce, při cestě k rybníku Punčocha, jsou také Boží muka a křížek.

## Obyvatelstvo
| Rok            | 1869 | 1880 | 1890 | 1900 | 1910 | 1921 | 1930 | 1950 | 1961 | 1970 | 1980 | 1991 | 2001 | 2011 | 2021 |
| -------------- | ---- | ---- | ---- | ---- | ---- | ---- | ---- | ---- | ---- | ---- | ---- | ---- | ---- | ---- | ---- |
| Počet obyvatel | 81   | 60   | 65   | 56   | 55   | 73   | 58   | 29   | 25   | 31   | 10   | 3    | 10   | 27   | 55   |
| Počet domů     | 8    | 7    | 9    | 8    | 9    | 10   | 10   | 10   | 10   | 9    | 5    | 7    | 8    | 14   | 17   |

## Obecní správa
Při sčítání lidu v letech 1850–1955 Rančice byly osadou obce Opalice, se kterým patřily nejprve do okresu Český Krumlov (v letech 1850–1910 Krumlov), ale v roce 1950 v okrese České Budějovice-okolí. Od 1. ledna 1956 jsou částí obce Kamenný Újezd v okrese České Budějovice.

## Pamětihodnosti
- Boží muka
- Sýpka u čp. 3